# MechAssault
MechAssault - видеоигра, действие которой происходит в вымышленной вселенной BattleTech, выпущенная для игровой консоли Xbox.

## Особенности
Игра разработана кампанией Day 1 Studios. Издателем выступила компания  Microsoft. Игра примечательная тем, что является одной из первых игр, поддерживающих многопользовательский режим игры в Xbox Live. Игра была выпущена 28 декабря 2004 года. 

## Сюжет
Действие игры MechAssault происходит во вселенной BattleTech. Сюжет игры разворачивается вокруг обитаемой планеты под названием Гелиос во Внутренней Сфере. Игрок является пилотом Боевого Меха (на протяжении всей игры его называют просто "капитан" или "Мехвоин"), состоящим в элитном подразделении наёмников «Волчьи Драгуны». Игрока нанимают для расследования прекращения связи с планетой Гелиос. Корабль Волчьих Драгун «Икар» прибывает на планету, но при входе в атмосферу его атакуют и сбивают, в результате чего корабль терпит крушение на поверхности Гелиоса. Позже игрок обнаруживает, что представители техно-культа, известного как Слово Блэйка (англ. Word of Blake), вторглись и завоевали Гелиос. Теперь планета находится во фанатичного блэйкиста по имени коммандер Стрейдер. Игроку предстоит сражаться военными силами культа, помогая в освобождении планеты от правления Слова Блэйка и повергнуть коммандера Стрейдера.

## Игровой процесс
Игроку предстоит пройти 20 сюжетных миссий управляя Боевым Мехом. Миссии имеют разнообразные задачи: от схватки на уничтожение, до конвоирования и защиты объекта. По интерфейсу и игровому опыту MechAssault ближе к экшену-шутеру, чем к симулятору (симулятору Меха). Игра имеет многопользовательский режим.
Многопользовательский режим. 
MechAssault была одной из первых игр на Xbox, в которую можно было играть на сервисе Xbox Live. MechAssault позволял пользоваться многими особенностями сервиса Live, которые теперь считаются стандартными для любой видеоигры с поддержкой Live. Эти функции включали в себя опции для поиска и создания онлайн-матчей, такие как общий "Quick math", который позволяет игроку быстро найти онлайн-матч независимо от квалификации. Режим "Optimatch" подходил для игроков, которые хотели присоединиться к определенному типу онлайн-сессии MechAssault и позволял указать критерии для поиска сессии. Игрок также может в созданную  им онлайн-сессию MechAssault пригласить других игроков из своего списка друзей. 
В MechAssault есть несколько режимов боя для многопользовательской игры. В режиме "Мясорубка" (только локальная игра) игрок пытается выжить, поскольку в битве появляется все больше и больше мехов. В этом режиме можно играть вместе с одним или двумя игроками. В режиме "Уничтожение" игрок может выбрать себе Боевого Меха и сражаться насмерть в "deathmatch" или "team deathmatch". Выигрывает игрок или команда с наибольшим количеством убийств. "Последний герой" (англ. Last man Standing) - это режим свободный для всех игроков, без возрождения в качестве пилота Меха. Как только игрок умирает, он возрождается как пехотинец. Геймплей в этом режим представлен как "deathmatch" или "team deathmatch". Режим "Захват флага" - это командная игра, в которой противоборствующие команды появляется на противоположных концах карты и пытаются захватить вражеский флаг, защищая свой собственный. 

## Реакция и отзывы
| Сводный рейтинг | Сводный рейтинг |
| Агрегатор       | Оценка          |
| --------------- | --------------- |
| GameRankings    | 86,92 %         |

К июлю 2006 года в США было продано 750 000 копий MechAssault что в итоге принесло 26 миллионов долларов. Next Generation определила MechAssault на 85-ю позицию рейтинга наиболее продаваемых игр, выпущенных для  консолей PlayStation 2, Xbox или GameCube в период с января 2000 года по июль 2006 года в США. Совокупные продажи серии MechAssault достигли 1,1 миллиона единиц в Соединенных Штатах к июлю 2006 года.